# جاك ماكميلان
جاك ماكميلان (بالإنجليزية: Jack McMillan)‏ هو لاعب كرة قدم بريطاني في مركز الدفاع، ولد في 18 ديسمبر 1997 في ليفينغستون في المملكة المتحدة. لعب مع نادي ماذرويل.

## وصلات خارجية
- جاك ماكميلان على موقع قاعدة بيانات كرة القدم.إي يو (الإنجليزية)
- جاك ماكميلان على موقع Soccerbase.com (لاعب) (الإنجليزية)
- جاك ماكميلان على موقع Soccerway.com (الإنجليزية)
- جاك ماكميلان على موقع عالم كرة القدم.نت (الإنجليزية)